# The End of Heartache
The End of Heartache (englisch Das Ende des Kummers) ist das dritte Album der US-amerikanischen Metalcore-Band Killswitch Engage. Das Album wurde am 10. Mai 2004 via Roadrunner Records veröffentlicht.

## Entstehungsgeschichte
The End of Heartache ist das erste Album mit dem neuen Sänger Howard Jones und dem Schlagzeuger Justin Foley. Jones und Foley haben vorher zusammen bei Blood Has Been Shed gespielt. Gastmusiker waren Jesse Leach (Seemless, The Empire Shall Fall, ex-Killswitch Engage) und Phil Labonte (All That Remains).
Produziert wurde das Album in der Zeit vom 15. Dezember 2003 bis zum 29. Januar 2004 von dem Gitarristen Adam Dutkiewicz in den Zing Studios. Gemischt und gemastert wurde das Album von Andy Sneap im Backstage-Productions-Studio (Derbyshire, Großbritannien). Die Veröffentlichung erfolgte im Mai 2004.
Das erste für dieses Album geschriebene Lied war „When Darkness Falls“, welches auch auf dem Soundtrack zum Horrorfilm Freddy vs. Jason zu finden ist.

## Titelliste
Liedtexte: Howard Jones / Musik: Howard Jones, Adam Dutkiewicz, Joel Stroetzel, Mike D’Antonio, Justin Foley
1. A Bid Farewell  – 3:55
2. Take This Oath – 3:46
3. When Darkness Falls – 3:52
4. Rose of Sharyn – 3:36 (Der Name bezieht sich auf die Rose von Scharon.)
5. Inhale (Instrumental) – 1:15
6. Breathe Life – 3:18
7. The End of Heartache – 4:58
8. Declaration – 3:01
9. World Ablaze – 4:59
10. And Embers Rise (Instrumental) – 1:11
11. Wasted Sacrifice – 4:18
12. Hope Is… – 4:21

## Chartplatzierungen
| ChartsChartplatzierungen       | Höchstplatzierung | Wochen |
| ------------------------------ | ----------------- | ------ |
| Deutschland (GfK)              | 42 (2 Wo.)        | 2      |
| Vereinigte Staaten (Billboard) | 21 (11 Wo.)       | 11     |
| Vereinigtes Königreich (OCC)   | 40 (2 Wo.)        | 2      |

## Auszeichnungen

### Musikverkäufe
| Land/Region                  | Auszeichnungen für Musikverkäufe (Land/Region, Auszeichnung, Verkäufe) | Verkäufe |
| ---------------------------- | ---------------------------------------------------------------------- | -------- |
| Vereinigte Staaten (RIAA)    | Gold                                                                   | 500.000  |
| Vereinigtes Königreich (BPI) | Silber                                                                 | 60.000   |

### Musikpreise
Die Titellied wurde im Jahre 2005 für den Grammy in der Kategorie Best Metal Performance nominiert. Der Preis ging jedoch an die Band Motörhead.

## Wiederveröffentlichung
2005 wurde das Album mit einer Bonus-CD, die sechs weitere Lieder enthält, wiederveröffentlicht. Diese Wiederveröffentlichung sorgte für viel Unmut unter den Fans. Die Resident-Evil-Version des Titelsongs wurde auf dem Soundtrack für den Film Resident Evil: Apocalypse verwendet.

### Zusätzliche Titel der Wiederveröffentlichung
1. Irreversal – 3:49
2. My Life for Yours – 3:34
3. The End of Heartache (Resident-Evil-Version) – 4:05
4. Life to Lifeless (Live) – 3:22
5. Fixation on the Darkness (Live) – 3:40
6. My Last Serenade (Live) – 4:00